# Miravet (Castell de Mur)
Miravet és un antic poble del terme municipal de Castell de Mur, abans del 1972 del terme municipal de Mur, agregat aquell any al nou municipi, juntament amb Guàrdia de Tremp.

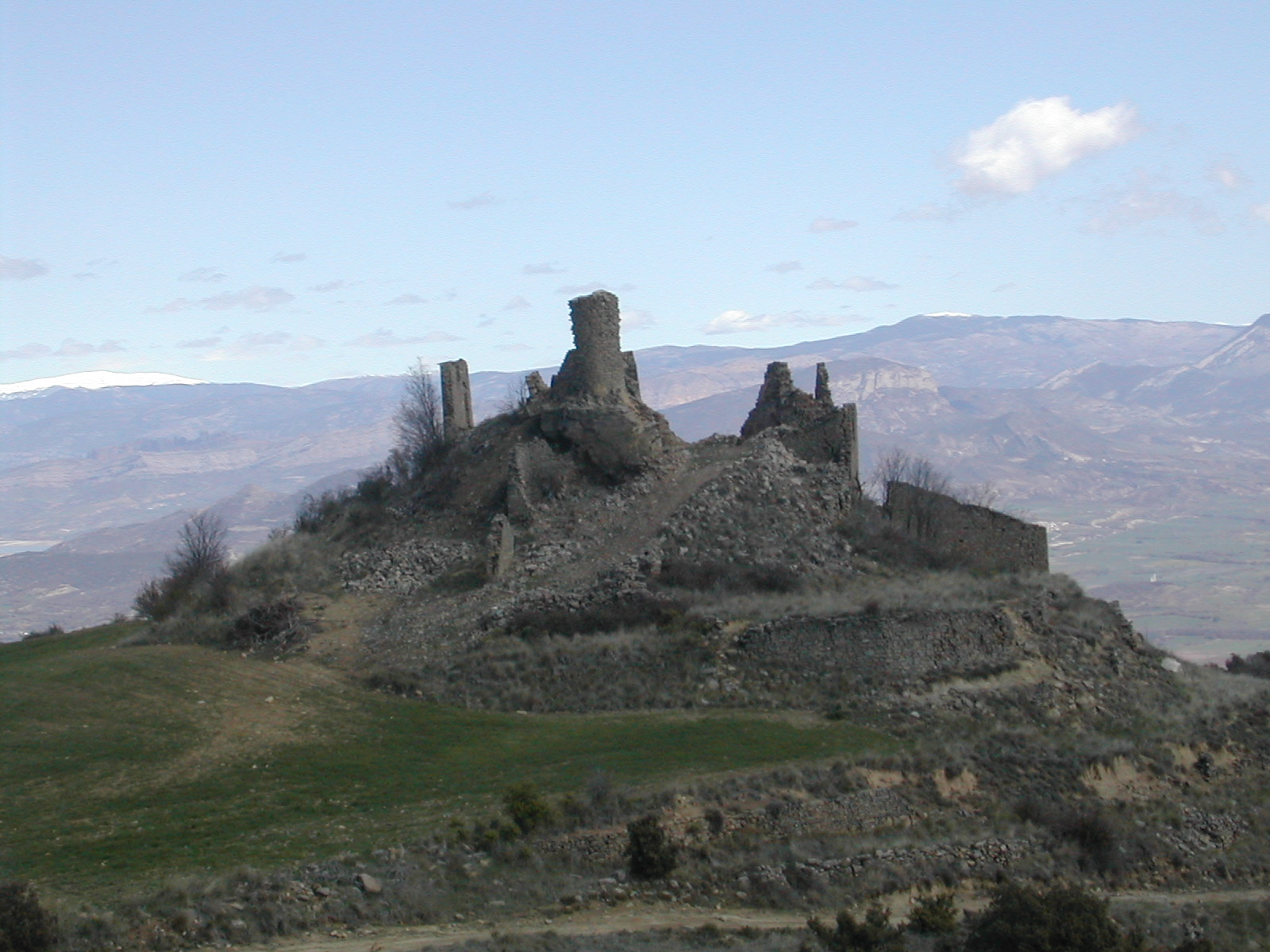
Les restes de la casa forta de Miravet

La casa forta de Miravet, que aglutinava una petita caseria d'hàbitat dispers, és dalt d'un turó que li confereix un marcat caràcter en el paisatge molts quilòmetres a l'entorn. Aquest turó, de 972,5 metres d'altitud, és el contrafort nord-est de la muntanya de les Mosques, de 1.031,8, que és el cim més elevat de tot el sistema al qual pertany.
Malgrat l'aïllament de Miravet, al seu entorn hi havia camps de conreu (el Tros del Pere i el Tros de la Collada) i horts (els Horts de Miravet, i un topònim recorda l'existència d'una capella, actualment desapareguda: la Mare de Déu de la Collada.
En el Diccionario geográfico... de Pascual Madoz, publicat el 1845, esmenta breument Miravet dient que és dalt d'un turó i té dues cases. També l'esmenta com una casa pertanyent a Puigverd, separada al sud del poble.
Miravet té algunes masies disperses dins del seu territori, com Cal Benet, la Grisa i la Cabana de Sebastià.
L'accés a Miravet és possible per pistes rurals accessibles la major part de l'any des del castell de Mur (el Camí de Miravet). També hi ha pistes rurals des d'Estorm a través de Sant Salvador de la Serra (Camí de la Serra d'Estorm) i des de Sellamana (Camí de Sellamana), a través de la qual es comunica amb el Meüll.

## Etimologia
Segons Joan Coromines, Miravet és un dels pocs arabismes indubtables presents a la comarca. Procedeix de l'arrel àrab rbt, que tenia el significat d'amenaçar les fronteres enemigues.